# Jan Błachowicz
Jan Maciej Błachowicz (tiếng Ba Lan: [ˈjan bwaˈxɔvitʂ]; sinh ngày 24 tháng 2 năm 1983) là một võ sĩ mixed martial arts chuyên nghiệp người Ba Lan. Ông hiện đang thi đấu ở hạng dưới nặng (light heavyweight) tại Ultimate Fighting Championship (UFC), và là cựu vô địch UFC Light Heavyweight. Ông bắt đầu sự nghiệp võ thuật chuyên nghiệp từ năm 2007, từng thi đấu tại KSW và là cựu vô địch KSW Light Heavyweight. Błachowicz là nhà vô địch Ba Lan thứ hai trong lịch sử UFC, sau Joanna Jędrzejczyk, và là nhà vô địch nam người Ba Lan đầu tiên. Tính đến ngày 17 tháng 5 năm 2021, ông đứng thứ 7 trong bảng xếp hạng mọi hạng cân P4P (pound for pound) võ sĩ nam UFC.

## Xuất thân
Jan Maciej Błachowicz sinh ngày 24 tháng 2 năm 1983 tại thị trấn biên giới Cieszyn, thuộc hạt Cieszyn, tỉnh Silesian, miền nam Cộng hòa Nhân dân Ba Lan. Ông lớn lên ở Cieszyn, bắt đầu tập luyện võ thuật từ năm 9 tuổi do ảnh hưởng của phim hành động, ban đầu là Judo, sau đó là nhu thuật Brasil.

## Sự nghiệp

### Konfrontacja Sztuk Walki
Tháng 5 năm 2008, Błachowicz tham gia Konfrontacja Sztuk Walki (KSW) trong lễ ra mắt hạng dưới 95 kg (209 lb) tại KSW 9. Ông đánh bại ba đối thủ trong một đêm và đăng quang giải đấu. Đối thủ đầu tiên của ông là Martin Zawada, ông đã đánh bại bằng quyết định đồng thuận (unanimous decision). Błachowicz đã tiếp tục đánh bại hai đối thủ tiếp theo của mình bằng đòn tay, trong đó có đối thủ đáng chú ý là Antoni Chmielewski. Błachowicz tiếp tục đánh bại Christian M'Pumbu bốn tháng sau đó bằng đòn khóa tay, rồi tiếp tục đánh bại Maro Perak vào tháng 12 năm 2008. Nhằm gia tăng cơ hội trên các đấu trường sau năm 2008 rất thành công, Błachowicz đã nhận lời mời của Tomasz Drwal và tham gia Trung tâm Huấn luyện Throwdown ở San Diego trong vài tháng. Ông đồng ý tạm thời thi đấu tại hạng nặng, dự kiến đấu với Lloyd Marshbanks dưới biểu ngữ War Gods, nhưng sự kiện đã bị hủy bỏ. Mặc dù bị chấn thương đầu gối nghiêm trọng vào tháng 7 cùng năm, Błachowicz vẫn tiếp tục công việc huấn luyện của mình. Khoảng ba tuần sau, dây chằng chéo trước ở đầu gối phải của ông đã đứt, khiến cho ông phải trở lại Ba Lan để chữa trị.

### Trở lại MMA

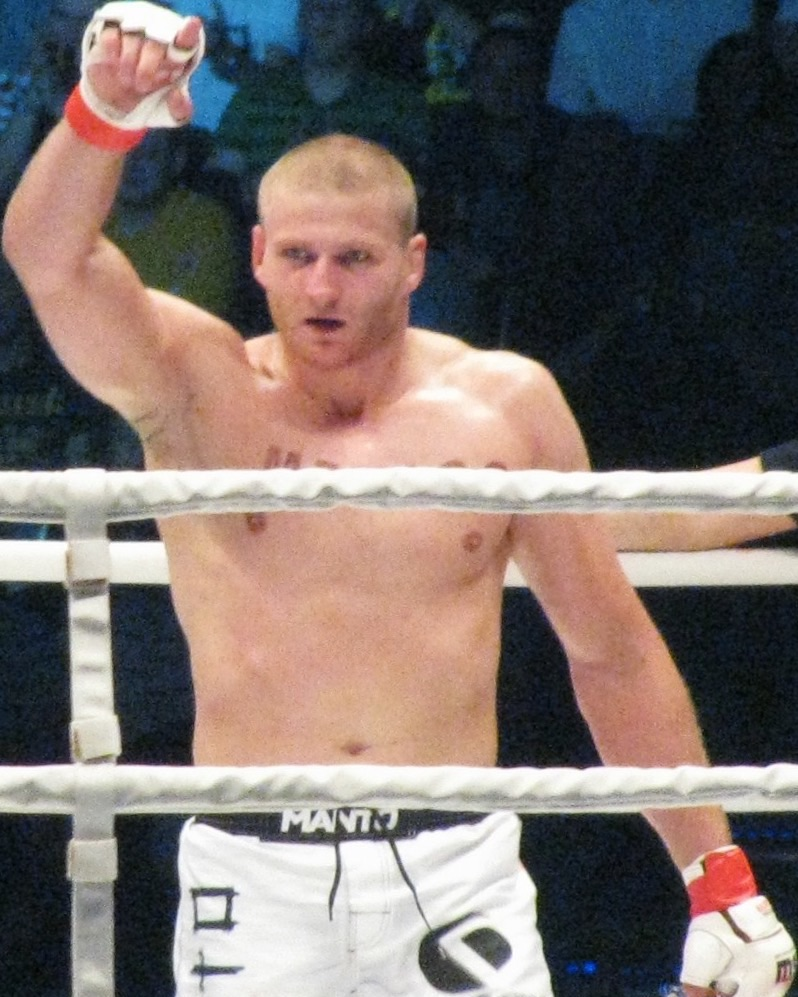
Jan Błachowicz năm 2011.

Błachowicz đã lên kế hoạch cho trận đấu trở lại MMA vào tháng 3, đấu với Aleksandar Radosavljevic tại WFC 10, nhưng quyết định rút lui và được thay thế bởi thành viên KSW TEAM Antoni Chmielewski. Cuối cùng, sau 17 tháng không thi đấu và chữa trị chấn thương đầu gối, Błachowicz chính thức trở lại MMA tại giải KSW hạng dưới 95  kg. Ngày 7 tháng 5 năm 2010, Błachowicz chạm trán với hai đối thủ trong cùng một đêm. Đối thủ đầu tiên của ông là Julio Brutus người Brasil, và Błachowicz đã hạ gục Brutus bằng một pha phối hợp đá cao chân phải ở phút thứ 3:40 ở hiệp đầu tiên. Trong trận bán kết, Błachowicz đã hạ gục Wojciech Orłowski chỉ sau 1 phút 37 giây bằng đòn khóa cổ. Bên cạnh KSW, ông tham gia đồng thời World Absolute FC, đấu với Nikolai Onikienko và hạ gục đối thủ trong tháng 6.
Sau đó, ông đối mặt với Daniel Tabera trong trận chung kết cửa sự kiện KSW XIV, giành chiến thắng TKO ở hiệp 2 và một lần nữa trở thành Nhà vô địch KSW Light Heavyweight. Błachowicz sau đó đối đầu với Rameau Thierry Sokoudjou cho chức vô địch KSW Light Heavyweight đang bỏ trống tại KSW XV. Ông đã thua trận này bởi TKO. Ngày 26 tháng 11 năm 2011, Błachowicz đã có trận tái đấu với Sokoudjou tại KSW XVII. Ông đã giành chiến thắng trong trận đấu thông qua quyết định UD để trở thành Nhà vô địch KSW Light Heavyweight lần thứ ba. Ba trận đấu tiếp theo của ông ở KSW đối đầu với Mario Miranda, Houston Alexander và Goran Reljic, và cả ba trận ông đều thắng bằng quyết định UD.

### Ultimate Fighting Championship

#### Các giai đoạn đầu

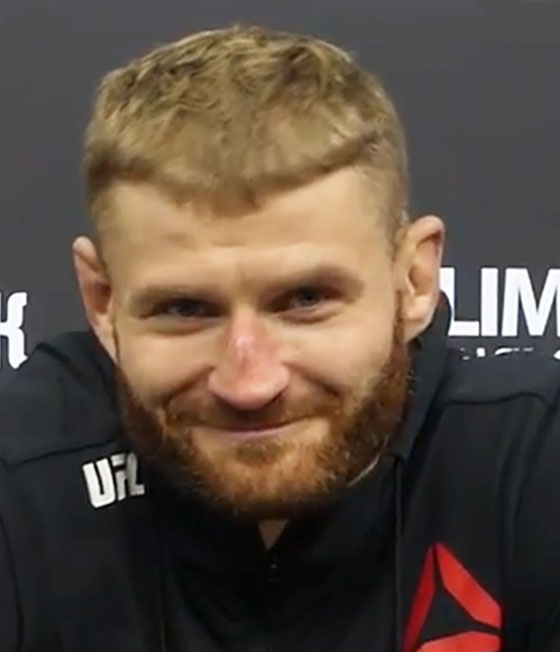
Jan Błachowicz tại UFC Fight Night 136 năm 2018 ở Moskva.

Vào tháng 1 năm 2014, sau khi đạt thành tích 17–3 tại đấu trường châu Âu, Błachowicz đã ký hợp đồng đấu ở hạng light heavyweight của UFC. Trong trận ra mắt tại UFC, Błachowicz đối đầu với Ilir Latifi vào ngày 4 tháng 10 năm 2014, tại UFC Fight Night 53. Ông đã thắng trận đấu qua TKO ở ngay hiệp 1. Błachowicz đối mặt với Jimi Manuwa vào ngày 11 tháng 4 năm 2015, tại UFC Fight Night 64, thua trận này do quyết định UD của trọng tài. Sau đó, ông được dự kiến sẽ đối đầu với Anthony Johnson vào ngày 5 tháng 9 năm 2015, tại UFC 191. Tuy nhiên, Johnson đã bị loại khỏi cuộc đấu vào ngày 30 tháng 7 vì trận đấu với Jimi Manuwa tại sự kiện này. Thay vào đó, Błachowicz đối mặt với Corey Anderson trên cùng một thẻ, và đã thua trận trước quyết định UD (30–25, 30–25, và 29–26).
Ngày 10 tháng 4 năm 2016, tại UFC Fight Night 86, Błachowicz đối mặt với Igor Pokrajac, thắng cuộc chiến nhờ quyết định UD. Sau đó, Błachowicz đối mặt với Alexander Gustafsson vào ngày 3 tháng 9 năm 2016, tại UFC Fight Night 93, và đã thua trận đấu với quyết định UD. Ông được dự kiến sẽ đối đầu với Ovince Saint Preux vào ngày 4 tháng 2 năm 2017, tại UFC Fight Night 104. Tuy nhiên, ông đã rút lui vào ngày 21 tháng 1 vì chấn thương và được thay thế bởi võ sĩ mới là Volkan Oezdemir. Błachowicz nhanh chóng được xếp lại lịch thi đấu và đối đầu với Patrick Cummins vào ngày 8 tháng 4 năm 2017, tại UFC 210. Sau hiệp đầu tiên mạnh mẽ, ông đã làm chao đảo Cummins nhiều lần, Błachowicz sớm suy yếu trước kỹ thuật vật lộn của Cummins ở hiệp thứ hai và thứ ba. Ông đã thua trận do đa số quyết định của trọng tài.
Ngày 21 tháng 10 năm 2017, Błachowicz đối mặt với Devin Clark tại UFC Fight Night: Cerrone v. Till. Tại trận này, ông đã giành chiến thắng bằng đòn khóa cổ cơ bản nhưng chí mạng ở hiệp 2. Chiến thắng này đã mang về cho ông giải thưởng Performance of the Night. Błachowicz đối mặt với Jared Cannonier vào ngày 16 tháng 12 năm 2017, tại UFC Fox 26, thắng cuộc nhờ quyết định UD. Błachowicz đối mặt với Jimi Manuwa trong trận tái đấu vào ngày 17 tháng 3 năm 2018, tại UFC Fight Night 127. Ông đã thành công thắng trận bằng quyết định UD. Chiến thắng này cũng mang về cho ông giải thưởng Fight of the Night. Ngày 15 tháng 9 năm 2018, tại UFC Fight Night 136, Błachowicz đối mặt với Nikita Krylov, giành chiến thắng bằng đòn khóa tay tam giác ở hiệp 2. Chiến thắng này đã mang về cho ông giải thưởng Performance of the Night lần thứ hai.
Błachowicz đối mặt với Thiago Santos vào ngày 23 tháng 2 năm 2019, tại UFC Fight Night 145. Trong trận này, ông bị phản đòn ở hiệp 3 và thua TKO, đánh dấu trận thua vì đòn tấn công trực diện đầu tiên trong sự nghiệp MMA. Sau đó, Błachowicz đối đầu với Luke Rockhold vào ngày 6 tháng 7 năm 2019, tại UFC 239. Ông ấy đã giành chiến thắng KO ở hiệp 2 bằng đòn đấm, đồng thời nhân giải thưởng Performance of the Night lần thứ ba. Błachowicz sau đó đối mặt với Ronaldo Souza vào ngày 16 tháng 11 năm 2019 tại UFC trên ESPN+22, thắng trận DU. Błachowicz đối mặt với Corey Anderson vào ngày 15 tháng 2 năm 2020 tại UFC Fight Night 167 trong trận tái đấu, và Błachowicz đã thành công, giành chiến thắng KO ngay hiệp 1. Chiến thắng đã mang về cho ông giải thưởng Performance of the Night lần thứ 4.

#### UFC Light Heavyweight Champion
Vào ngày 27 tháng 9 năm 2020, tại UFC 253 Błachowicz đối đầu với Dominick Reyes cho đai vô địch hạng dưới nặng UFC đang bị bỏ trống. Trong trận, ông đã chiến thắng bằng TKO đối thủ ở hiệp 2 và trở thành nhà vô địch hạng dưới nặng mới của UFC. Chiến thắng này đã mang về cho ông giải thưởng Performance of the Night. Błachowicz bảo vệ đai vô địch hạng dưới nặng UFC của mình trước nhà vô địch hạng trung UFC Israel Adesanya vào ngày 6 tháng 3 năm 2021 tại UFC 259. Ông đã thắng trận đấu thông qua quyết định UD, trở thành người đầu tiên đánh bại Adesanya trong sự nghiệp MMA. Błachowicz dự kiến sẽ bảo vệ danh hiệu của mình trước Glover Teixeira tại UFC 266 vào ngày 25 tháng 9 năm 2021. Tuy nhiên, trận đấu đã bị hoãn lại và dời sang ngày 30 tháng 10 năm 2021 tại UFC 267. Trong trận này, Błachowicz đã thua và mất đai vô địch UFC Light Heavyweight khi bị Teixeira khóa cổ ở hiệp 2.

## Đời tư
Błachowicz là bạn thân của cựu võ sĩ UFC Tomasz Drwal, họ đã tập luyện cùng nhau tại Trung tâm Huấn luyện Throwdown San Diego khi ông bị chấn thương đầu gối vào năm 2009. Năm 2020, ông chuyển đến Warszawa cùng bạn gái, đổi câu lạc bộ tập luyện lâu năm Octagon Rybnik thành câu lạc bộ Paweł Nastula. Ông cũng thỉnh thoảng tập luyện trong Alliance MMA với những võ sĩ như Alexander Gustafsson, Phil Davis, Joey Beltran và Dominick Cruz. Năm 2007, tại sự kiện KSW, Błachowicz đã gặp Dorota Jurkowska (sinh 1987), và hẹn hò, đính hôn. Hai người có con trai đầu lòng vào ngày 15 tháng 12 năm 2020.

## Thành tích
Ultimate Fighting Championship
- Nhà vô địch hạng dưới nặng UFC (hiện tại, một lần bảo vệ danh hiệu thành công);
- Performance of the Night (5) vs. Devin Clark, Nikita Krylov, Luke Rockhold, Corey Anderson and Dominick Reyes;[52][60][61][62][63]
- Fight of the Night (1) vs. Jimi Manuwa;[64]

Konfrontacja Sztuk Walki
- Nhà vô địch hạng dưới nặng KSW (1; hai lần bảo vệ danh hiệu thành công)
- Người chiến thắng giải KSW 2010;
- Người chiến thắng giải KSW 2008;
- Người chiến thắng giải KSW 2007;
- Fight of the Night (3);

Muay Thái
- 2008: Cúp C1 châu Âu mở rộng – hạng nhất, 91 kg (hạng A);
- 2008: Vô địch thế giới IFMA – hạng nhất, 91 kg (hạng B);
- 2007: Vô địch thế giới IFMA – hạng 3, 91 kg (hạng B);
- 2007: Vô địch Ba Lan – hạng nhất, hạng trên 91 kg;
- 2006: Cúp Ba Lan – hạng 3, 91 kg;

Vật lộn
- 2007: Giải BJJ Ba Lan – hạng nhất, hạng 98 kg;
- 2007: Giải vô địch đấu quyền mở rộng Ba Lan – hạng 2, hạng 99 kg;
- 2007: Cúp BJJ Ba Lan – hạng nhất, 97 kg;
- 2005: Giải vô địch BJJ Ba Lan – hạng 3, mở rộng;
- 2005: Cúp BJJ Ba Lan – hạng nhất, hạng trên 91 kg;

## Thống kê
| Thống kê thành tích chuyên nghiệp |          |        |
| 37 trận                           | 28 thắng | 9 thua |
| Bằng knockout                     | 8        | 2      |
| Bằng submission                   | 9        | 2      |
| Bằng quyết định trọng tài         | 11       | 5      |

| KQ    | Chỉ số | Đối thủ                  | Dạng      | Sự kiện                                    | Ngày                 | Hiệp | Giờ  | Địa điểm               | Ghi chú                                                                 |
| ----- | ------ | ------------------------ | --------- | ------------------------------------------ | -------------------- | ---- | ---- | ---------------------- | ----------------------------------------------------------------------- |
| Thua  | 28–9   | Glover Teixeira          | Khóa cổ   | UFC 267                                    | 30 tháng 10 năm 2021 | 2    | 3:02 | Abu Dhabi              | Mất đai UFC Light Heavyweight Championship.                             |
| Thắng | 28–8   | Israel Adesanya          | UD        | UFC 259                                    | 6 tháng 3 năm 2021   | 5    | 5:00 | Las Vegas, Nevada      | Giữ đai UFC Light Heavyweight Championship.                             |
| Thắng | 27–8   | Dominick Reyes           | TKO (đấm) | UFC 253                                    | 27 tháng 9 năm 2020  | 2    | 4:36 | Abu Dhabi              | Giành đai UFC Light Heavyweight Championship. Performance of the Night. |
| Thắng | 26–8   | Corey Anderson           | KO (đấm)  | UFC Fight Night: Anderson vs. Błachowicz 2 | 15 tháng 2 năm 2020  | 1    | 3:08 | Rio Rancho, New Mexico | Performance of the Night.                                               |
| Thắng | 25–8   | Ronaldo Souza            | DS        | UFC Fight Night: Błachowicz vs. Jacaré     | 16 tháng 11 năm 2019 | 5    | 5:00 | São Paulo              |                                                                         |
| Thắng | 24–8   | Luke Rockhold            | KO (đấm)  | UFC 239                                    | 6 tháng 7 năm 2019   | 2    | 1:39 | Las Vegas, Nevada      | Performance of the Night.                                               |
| Thua  | 23–8   | Thiago Santos            | TKO (đấm) | UFC Fight Night: Błachowicz vs. Santos     | 23 tháng 2 năm 2019  | 3    | 0:39 | Prague                 |                                                                         |
| Thắng | 23–7   | Nikita Krylov            | Khóa      | UFC Fight Night: Hunt vs. Oleinik          | 15 tháng 9 năm 2018  | 2    | 2:41 | Moskva                 | Performance of the Night.                                               |
| Thắng | 22–7   | Jimi Manuwa              | UD        | UFC Fight Night: Werdum vs. Volkov         | 17 tháng 3 năm 2018  | 3    | 5:00 | London                 | Fight of the Night.                                                     |
| Thắng | 21–7   | Jared Cannonier          | UD        | UFC on Fox: Lawler vs. dos Anjos           | 16 tháng 12 năm 2017 | 3    | 5:00 | Winnipeg, Manitoba     |                                                                         |
| Thắng | 20–7   | Devin Clark              | Khóa      | UFC Fight Night: Cowboy vs. Till           | 21 tháng 10 năm 2017 | 2    | 3:02 | Gdańsk                 | Performance of the Night.                                               |
| Thua  | 19–7   | Patrick Cummins          | MD        | UFC 210                                    | 8 tháng 4 năm 2017   | 3    | 5:00 | Buffalo, New York      |                                                                         |
| Thua  | 19–6   | Alexander Gustafsson     | UD        | UFC Fight Night: Arlovski vs. Barnett      | 3 tháng 9 năm 2016   | 3    | 5:00 | Hamburg                |                                                                         |
| Thắng | 19–5   | Igor Pokrajac            | UD        | UFC Fight Night: Rothwell vs. dos Santos   | 10 tháng 4 năm 2016  | 3    | 5:00 | Zagreb                 |                                                                         |
| Thua  | 18–5   | Corey Anderson           | UD        | UFC 191                                    | 5 tháng 9 năm 2015   | 3    | 5:00 | Las Vegas, Nevada      |                                                                         |
| Thua  | 18–4   | Jimi Manuwa              | UD        | UFC Fight Night: Gonzaga vs. Cro Cop 2     | 11 tháng 4 năm 2015  | 3    | 5:00 | Kraków                 |                                                                         |
| Thắng | 18–3   | Ilir Latifi              | TKO       | UFC Fight Night: Nelson vs. Story          | 4 tháng 10 năm 2014  | 1    | 1:58 | Stockholm              |                                                                         |
| Thắng | 17–3   | Goran Reljić             | UD        | KSW 22                                     | 16 tháng 3 năm 2013  | 3    | 5:00 | Warszawa               | Giữ đai KSW Light Heavyweight Championship.                             |
| Thắng | 16–3   | Houston Alexander        | UD        | KSW 20                                     | 15 tháng 9 năm 2012  | 3    | 5:00 | Gdańsk                 | Giữ đai KSW Light Heavyweight Championship.                             |
| Thắng | 15–3   | Mario Miranda            | UD        | KSW 18                                     | 25 tháng 2 năm 2012  | 3    | 5:00 | Płock                  | Không tranh đai.                                                        |
| Thắng | 14–3   | Rameau Thierry Sokoudjou | UD        | KSW 17                                     | 26 tháng 11 năm 2011 | 3    | 5:00 | Lódz                   | Giành đai KSW Light Heavyweight Championship.                           |
| Thắng | 13–3   | Toni Valtonen            | Khóa      | KSW 16                                     | 21 tháng 5 năm 2011  | 2    | 1:23 | Gdańsk                 |                                                                         |
| Thua  | 12–3   | Rameau Thierry Sokoudjou | TKO       | KSW 15                                     | 19 tháng 3 năm 2011  | 2    | 5:00 | Warszawa               | Tranh đai KSW Light Heavyweight Championship.                           |
| Thắng | 12–2   | Daniel Tabera            | TKO (đấm) | KSW 14                                     | 24 tháng 9 năm 2010  | 2    | 4:20 | Lódz                   | Giành đai KSW 2010 Light Heavyweight Tournament.                        |
| Thắng | 11–2   | Nikolai Onikienko        | Khóa cổ   | World Absolute FC                          | 24 tháng 6 năm 2010  | 2    | N/A  | Cheboksary             |                                                                         |
| Thắng | 10–2   | Wojciech Orłowski        | Khoá cổ   | KSW 13                                     | 7 tháng 5 năm 2010   | 1    | 1:37 | Katowice               | Bán kết KSW 2010 Light Heavyweight Tournament.                          |
| Thắng | 9–2    | Julio Brutus             | KO        | KSW 13                                     | 7 tháng 5 năm 2010   | 1    | 3:40 | Katowice               | Tứ kết KSW 2010 Light Heavyweight Tournament.                           |
| Thắng | 8–2    | Maro Perak               | Khóa cổ   | KSW 10                                     | 12 tháng 12 năm 2008 | 2    | 1:51 | Warszawa               |                                                                         |
| Thắng | 7–2    | Christian M'Pumbu        | Khóa tay  | KSW Extra                                  | 13 tháng 9 năm 2008  | 2    | 3:12 | Dąbrowa Górnicza       |                                                                         |
| Thắng | 6–2    | Aziz Karaoglu            | Khóa tay  | KSW IX                                     | 9 tháng 5 năm 2008   | 1    | 4:13 | Warszawa               | Giành giải KSW 2008 Light Heavyweight Tournament.                       |
| Thắng | 5–2    | Antoni Chmielewski       | Khóa tay  | KSW IX                                     | 9 tháng 5 năm 2008   | 2    | 2:54 | Warszawa               | Bán kết KSW 2008 Light Heavyweight Tournament.                          |
| Thắng | 4–2    | Martin Zawada            | UD        | KSW IX                                     | 9 tháng 5 năm 2008   | 2    | 5:00 | Warszawa               | Tứ kết KSW 2008 Light Heavyweight Tournament.                           |
| Thua  | 3–2    | Andre Fyeet              | Khóa      | KSW VIII                                   | 10 tháng 11 năm 2007 | 1    | 1:57 | Warszawa               |                                                                         |
| Thắng | 3–1    | Daniel Dowda             | TKO       | KSW Elimination 1                          | 15 tháng 9 năm 2007  | 1    | 1:35 | Wrocław                | Giành giải KSW 2007 Light Heavyweight Tournament.                       |
| Thắng | 2–1    | Pawel Gasinski           | TKO (đấm) | KSW Elimination 1                          | 15 tháng 9 năm 2007  | 1    | 2:36 | Wrocław                | Bán kết KSW 2007 Light Heavyweight Tournament.                          |
| Thắng | 1–1    | Sebastian Olchawa        | UD        | KSW Elimination 1                          | 15 tháng 9 năm 2007  | 2    | 5:00 | Wrocław                | Tứ kết KSW 2007 Light Heavyweight Tournament.                           |
| Thua  | 0–1    | Marcin Krysztofiak       | UD        | FCP 3: Khalidov vs. Troeng                 | 25 tháng 2 năm 2007  | 2    | 5:00 | Poznań                 |                                                                         |